# Fright Fest
Fright Fest es una película estadounidense del género terror de 2018, dirigida por Ante Novakovic, escrita por Robert Gillings, musicalizada por Kagan Breitenbach, en la fotografía estuvo Matthew Joffe y el elenco está compuesto por Dylan Walsh, Luke Baines y Romeo Miller, entre otros. El filme fue producido por Aldamisa Entertainment, Cineville y Novakovic Bros.; se estrenó el 9 de octubre de 2018.

## Sinopsis
La sangre mana sin control en la noche de Halloween, todo comienza en el momento que el Fright Fest de un pequeño pueblo se hace real, este se lleva a cabo adentro de una clínica psiquiátrica abandonada.